# Андрадина (город)
Андрадина (порт. Andradina)  —  муниципалитет в Бразилии, входит в штат Сан-Паулу. Составная часть мезорегиона Арасатуба. Входит в экономико-статистический  микрорегион Андрадина. Население составляет 57 195 человек на 2006 год. Занимает площадь 960,095 км². Плотность населения — 59,6 чел./км².

## История
Город основан 11 июля 1937 года.

## Статистика
- Валовой внутренний продукт на 2003 составляет 534.746.966,00 реалов (данные: Бразильский институт географии и статистики).
- Валовой внутренний продукт на душу населения на 2003 составляет 9.504,59 реалов (данные: Бразильский институт географии и статистики).
- Индекс развития человеческого потенциала на 2000 составляет 0,798 (данные: Программа развития ООН).

## География
Климат местности: субтропический. В соответствии с классификацией Кёппена, климат относится к категории cwa.